# Million Miles Away (canção de Espen Lind)
"Million Miles Away" foi o terceiro single tirado do álbum April, do cantor norueguês Espen Lind. 

## Videoclipe
O clipe  da música foi lançado em março de 2005, para promoção do álbum na televisão. O vídeo foi gravado na Noruega e tem a participação da modelo Hanneli Mustaparta.

## CD Single
- Promocional [3]

1. Million Miles Away (Radio Version) - 3:49

## Ligações Externas
- MTV Brasil - Espen Lind